# Paniscus cataphractus
Paniscus cataphractus är en kvalsterart som först beskrevs av Koenike 1895.  Paniscus cataphractus ingår i släktet Paniscus och familjen Thyasidae. Inga underarter finns listade i Catalogue of Life.